# Elyria (Ohio)
Elyria és una població dels Estats Units a l'estat d'Ohio. Segons el cens del 2000 tenia 55.953 habitants.

## Fills il·lustres
- Wayne Barlow (1912-1996), organista i compositor musical.

## Demografia
Segons el cens del 2000, Elyria tenia 55.953 habitants, 22.409 habitatges, i 14.834 famílies. La densitat de població era de 1.086,2 habitants per km².
Dels 22.409 habitatges en un 31,9% hi vivien nens de menys de 18 anys, en un 46,4% hi vivien parelles casades, en un 15,1% dones solteres, i en un 33,8% no eren unitats familiars. En el 28,5% dels habitatges hi vivien persones soles el 10,6% de les quals corresponia a persones de 65 anys o més que vivien soles. El nombre mitjà de persones vivint en cada habitatge era de 2,46 i el nombre mitjà de persones que vivien en cada família era de 3,01.
Per edats la població es repartia de la següent manera: un 26,6% tenia menys de 18 anys, un 8,9% entre 18 i 24, un 30,2% entre 25 i 44, un 21,3% de 45 a 60 i un 13% 65 anys o més.
L'edat mediana era de 35 anys. Per cada 100 dones de 18 o més anys hi havia 88,7 homes.
La renda mediana per habitatge era de 38.156 $ i la renda mediana per família de 45.846 $. Els homes tenien una renda mediana de 34.898 $ mentre que les dones 24.027 $. La renda per capita de la població era de 19.344 $. Aproximadament el 9,5% de les famílies i l'11,7% de la població estaven per davall del llindar de pobresa.

## Poblacions més properes
El següent diagrama mostra les poblacions més properes.